# Leutard l'heretge
Leutard l'heretge   (valor desconegut - 1000) era un camperol que vivia al poble de Vertus al comtat de Châlons-sur-Marne. Va ser denunciat com a heretge per l'Església Catòlica Romana. El cronista Rodulfus Glaber l'enregistra en un relat que afirma que les creences de Leutard van començar després de somiar que el seu cos havia estat envaït per les abelles. Leutard va desfigurar un crucifix i es va pronunciar contra els delmes de l'església. Va ser convocat pel bisbe de Châlons que va parlar en contra de la interpretació de l'escriptura de Leutard i va persuadir els seus seguidors de tornar als ensenyaments de l'església. Després es diu que Leutard es va suïcidar tirant-se per un pou.

## Predicació
Leutard era un camperol que vivia al poble de Vertus al comtat de Châlons-sur-Marne.Està registrat en un relat del cronista benedictí Rodulfus Glaber. Segons Rodulfus "cap a finals de l'any 1000", Leutard va somiar que el seu cos va ser envaït per les abelles mentre dormia en un camp. Les abelles van entrar als genitals de Leutard, van sortir per la seva boca i el van picar per tot arreu. Al principi es va considerar que patia una malaltia mental, però va començar a guanyar seguidors, especialment pronunciant-se en contra de la imposició del delme de l'església. Aleshores Leutard va afirmar que les abelles li parlaven; Rodulfus registra que les abelles van ordenar a Leutard "que fes coses impossibles per a la humanitat".
Leutard va interpretar l'esdeveniment com un mandat de Déu per predicar l'evangeli. Poc després va entrar a la seva església parroquial i va desfigurar un crucifix, justificant l'acte als habitants del lloc com a d'acord amb una revelació de Déu. Al principi es va considerar que patia una malaltia mental, però va començar a guanyar seguidors, sobretot pronunciant-se en contra de la imposició. de l'església delmes. Va predicar durant uns quants anys, però la seva doctrina no es coneix, excepte per la seva oposició als delmes i una posició que només alguns llibres de la Bíblia s'hauria de seguir perquè alguns profetes "havien dit moltes coses bones que no s'havien de creure en tot". Va deixar la seva dona després d'interpretar un passatge de la Bíblia que permetia el divorci sense l'aprovació eclesiàstica. Va predicar durant uns quants anys però la seva doctrina no es coneix, excepte per la seva oposició als delmes i una posició que només s'havien de seguir determinats llibres de la Bíblia perquè alguns profetes "havien dit moltes coses bones que no s'havien de creure en tot". Va deixar la seva dona després d'interpretar un passatge de la Bíblia que permetia el divorci sense l'aprovació eclesiàstica.

## Denuncia i mort
El bisbe Gebuin, veient l'envergadura que anava prenent els fets que envoltaven aquell analfabet,, va convocar a Leutard perquè comparegués davant seu. El bisbe va interrogar a Leutard davant dels seus seguidors. Leutard va citar passatges de la Bíblia en la seva defensa a Gebuin, però més tard va declarar que es va penedir d'això. El bisbe va exposar suposadament errors en la interpretació de Leutard de la Bíblia que va persuadir els seguidors de Leutard que estava en un error.
Gebuin va declarar a Leutard un heretge, però no sembla haver-lo condemnat a mort. El bisbe va declarar que els seguidors de Leutard tornarien a ser portats dins de l'església. Es diu llavors que Leutard, abandonat pels seus antics seguidors, va tenir es va treure la vida saltant per un pou. Aquest és un dels pocs casos de suïcidi registrats a la primera edat mitjana. L'erudit medieval Michael Frasetto assenyala que la mort de Leutard pot marcar un canvi en el pensament popular medieval, cap a considerar la mort com el càstig correcte per a l'heretgia, que va ser ordenada oficialment per l'església des de finals del segle XII.
Rodulfus (m. 1047), escrivint els anys posteriors a l'incident, descriu Leutard com "un enviat de Satanàs". Leutard és el primer heretge conegut de la diòcesi de Châlons, encara que d'altres van ser denunciats a la segles següents. Aquestes creences van causar prou preocupació a la dècada de 1040 que el bisbe va escriure a Wazo de Lieja per discutir l'assumpte.
S'ha escrit que fou influenciat pel bogomilisme i que va ser una de les guspires que encengué el catarisme.